# Шейко, Иван Павлович
Иван Павлович Шейко (бел. Іван Паўлавіч Шэйко; род. 10 февраля 1948, д. Шейки, Клецкий район, Минская область) — советский и белорусский ученый в области животноводства. Академик Национальной академии наук Беларуси (2003), академик Академии аграрных наук Республики Беларусь (1996—2002), иностранный член Российской академии сельскохозяйственных наук (1999; с 2014 года — Российской академии наук). Доктор сельскохозяйственных наук (1987), профессор (1991). Заслуженный деятель науки Республики Беларусь (1998).

## Биография
Учился в Белорусской сельскохозяйственной академии (1966—1971). Окончил аспирантуру Белорусского научно-исследовательского института животноводства (1971—1974). В 1975—1978 гг. младший научный сотрудник БелНИИ животноводства, в 1978—1990 гг. заведующий Липецкого отделения УНИИ племенного дела Российской Федерации, 1990—1995 гг. заместитель директора по научной работе БелНИИ животноводства, в 1996 г. заместитель начальника Главного управления интенсификации животноводства и мясо-молочной промышленности Министерства сельского хозяйства и продовольствия Республики Белоруссия. С 1996 года генеральный директор Научно-производственного объединения «Племэлита». В 1996—2006 годах директор Института животноводства Национальной академии наук Белоруссии, с 2006 года первый заместитель генерального директора Республиканского унитарного предприятия «Научно-практический центр Национальной академии наук Белоруссии по животноводству».

## Научная деятельность
Научные работы в области разведения, селекции, генетики и воспроизводства сельскохозяйственных животных. Выполнил основные работы по созданию и освоению технологий производства конкурентоспособной продукции животноводства на основе совершенствования существующих и создания новых пород, типов, линий, гибридов, кроссов, методов воспроизводства, систем кормления и содержания. Разработал теоретические, методические и практические проблемы повышения продуктивных качеств сельскохозяйственных животных. На основании комплексных исследований по выращиванию, селекции и воспроизводству животных, моделированию селекционного процесса, экономического анализа предложил теоретическое обобщение особенностей селекционного процесса при выведении специализированных типов, линий и пород свиней с селекцией на сочетаемость. Автор нескольких заводских пород, линий и типов свиней. При нём непосредственном участии выведена и апробирована белорусская мясная порода свиней, белорусская черно-пестрая порода крупного рогатого скота и белорусская запряжная порода лошадей. Разработал технологию получения высокопродуктивных гибридов и кроссов свиней.
Автор более 480 работ, в том числе 9 монографий, 10 книг, учебника.

### Основные работы
1. Программа интенсификации свиноводства и рекомендации по её реализации. М., 1989.
2. Биотехнология свиноводства. Мн., 1993 (в соавт.).
3. Свиноводство. Мн., 1998 (в соавт.).
4. Экономика организаций и отраслей агропромышленного комплекса. В 2 кн. Мн.: Белорусская наука, 2007 (в соавт.).

## Награды и премии
- Почетная грамота Президиума Верховного Совета РСФСР (1987)
- Заслуженный деятель науки Республики Беларусь (1998).